# Ante Miše
Ante Miše (* 14. Juni 1967 in Borovo, SR Kroatien, SFR Jugoslawien) ist ein kroatischer Fußballtrainer und ehemaliger Fußballspieler.

## Spielerkarriere
Bereits während seiner Zeit bei seinem Heimatverein NK Borovo Vukovar als Jugendnationalspieler Jugoslawiens eingesetzt, wechselte Miše im Sommer 1984 zu Hajduk Split und wurde bereits in der Spielzeit 1985/86 14-mal in der ersten jugoslawischen Liga eingesetzt.
1989/90 spielte er für Borac Banja Luka in der ersten jugoslawischen Liga, kehrte anschließend wieder zu Hajduk zurück, wo er 1991 jugoslawischer Pokalsieger sowie 1992 und 1994 kroatischer Meister und 1993 Pokalsieger wurde.
Von 1994 bis 1997 spielte Miše für Vitesse Arnheim in der niederländischen Eredivisie.
Nach seiner Rückkehr zu Hajduk wurde er noch zweimal kroatischer Meister und
zweimal Pokalsieger, bevor er seine aktive Karriere von Januar 2004 bis zum Sommer 2005 bei NK Mura Murska Sobota in der ersten slowenischen Liga ausklingen ließ.
Am 5. Juli 1992 wurde Miše zum ersten Male in die kroatische Fußballnationalmannschaft berufen. Insgesamt absolvierte er 7 Länderspiele.

## Erfolge
- Jugoslawischer Pokalsieger: 1987 und 1991
- Kroatischer Meister: 1992 (17 Spiele/6 Tore), 1994 (28/7), 2001 (26/0) und 2004 (2/0)
- Kroatischer Pokalsieger: 1993, 2000 und 2003

## Trainerkarriere
Direkt nach seiner aktiven Karriere übernahm Miše sein erstes Traineramt in der dritten kroatischen Liga bei NK Dugopolje.
Von Juli bis Dezember 2007 war er beim kroatischen Zweitligisten NK Mosor Žrnovnica beschäftigt, anschließend bis Ende Mai 2008 beim Ligakonkurrenten NK Trogir.
Anschließend stand er bei Hajduk unter Vertrag, zunächst als Assistenztrainer und seit dem Rücktritt Goran Vučevićs am 26. Oktober 2008 als Interims- und später dann offiziell als Cheftrainer Hajduks. Am 2. August 2009 trat er von seinem Amt zurück und heuerte zur Spielzeit 2010/11 beim Ligakonkurrenten NK Istra 1961 an.
Nach unerfolgreichen Monaten in Istra trennte man sich von Ante. Im Jahre 2011 stand er wieder bei Hajduk Split unter Vertrag als Trainer. Von 2011 bis 2012 war er Trainer bei NK Dugopolje. Von 2013 bis 2015 war er Trainer des Bosnischen Vereins NK Vitez. Von 2015 bis 2017 wurde Miše erstmals Nationaltrainer und trainierte die kroatische Fußballnationalmannschaft. Im Jahre 2018 war er Trainer des bosnischen Vereins HSK Zrinjski Mostar. Von 2019 bis 2020 war Miše Trainer der Turkmenischen Fußballnationalmannschaft. 2020 wechselte er als Trainer nach Kuwait, wo er nach einer kurzen Zwischenstation in Saudi-Arabien heute tätig ist.